# Молчаново (Амурская область)
Молча́ново — село в Мазановском районе Амурской области, Россия. Административный центр Молчановского сельсовета.

## География
Село Молчаново стоит на левом берегу реки Зея.
Село Поповка — спутник села Молчаново, примыкает к нему с севера.
Через Молчаново проходит автодорога областного значения Свободный — Новокиевский Увал — Экимчан — Златоустовск.
Расстояние до районного центра Мазановского района села Новокиевский Увал (через Поповку, Красноярово, Белоярово и Мазаново) — 56 км.
В 7 км северо-восточнее села проходит федеральная дорога Чита — Хабаровск.
На юго-запад от села Молчаново идёт дорога к городу Свободный, расстояние — 27 км (через Введеновку и Бардагон).
На запад от села Молчаново идёт дорога к селу Спицыно.

## Население
| 2002 | 2010 | 2012 | 2013 | 2014 | 2015 | 2016 |
| ---- | ---- | ---- | ---- | ---- | ---- | ---- |
| 443  | ↗478 | ↘472 | ↘469 | ↘455 | ↗459 | ↗465 |
| 2017 | 2018 |      |      |      |      |      |
| ↘458 | ↘455 |      |      |      |      |      |